# Паисий (Кухарчук)
Епископ Паисий (укр. Єпископ Паїсій в миру Владимир Петрович Кухарчук укр. Володимир Петрович Кухарчук; род. 11 февраля 1984, село Уездцы, Ровненская область) — епископ Православной церкви Украины, епископ Житомирский и Овручский (с 2017).
Ранее — архиерей Украинской православной церкви Киевского патриархата, епископ Житомирский и Овручский.

## Биография
Родился 11 февраля 1984 года в селе Уездцы Здолбуновского района Ровненской области в христианской семье.
С 1990 по 2001 год обучался в Уездцкой общеобразовательной школе I—III ступеней. Во время учёбы в старших классах, с 1999 по 2001 год, служил псаломщиком в храме Пресвятой Троицы с. Уездцы (УПЦ Киевского Патриархата).
В 2001 году поступил в первый класс Ровненской духовной семинарии, которую окончил в 2005 году.
С 2002 по 2005 год был послушником Георгиевского мужского монастыря в селе Пляшева в Ровненской епархии.
12 декабря 2004 года, накануне актового дня Ровненской духовной семинарии, в Покровском кафедральном соборе города Ровно, в нижнем (цокольном) храме Всех святых земли Волынской митрополитом Ровненским и Острожским Даниилом (Чокалюком) был пострижен во чтеца.
С 2005 года поступил в Ивано-Франковский богословский институт (УПЦ КП), который окончил 2008 году, получив диплом бакалавра философии (религиоведение), а в 2009 году получил диплом магистра богословия.
С 2008 по 2009 год обучался в Черновицком национальном университете имени Юрия Федьковича, получив диплом специалиста — «преподаватель философско-религиоведческих дисциплин».
30 ноября 2008 года в Манявском Кресто-Воздвиженском мужском монастыре, в Борисоглебский храме, после вечернего богослужения, настоятелем монастыря архиепископом Ивано-Франковский и Галицким Иоасафом (Василикивым) был пострижен в монашество с именем Паисий (в честь преподобного Паисия Величковского).
4 декабря 2008 года в Свято-Троицком кафедральном соборе города Ивано-Франковска, в день праздника Введения во храм Пресвятой Богородицы, архиепископом Иоасафом (Василикивым) был рукоположён в сан иеродиакона, а 7 декабря 2008 года в Манявском Кресто-Воздвиженском мужском монастыре, в Борисоглебский храме — в сан иеромонаха. В этот же день был назначен наместником Манявского Кресто-Воздвиженского мужского монастыря.
С 2009 по 2016 год работал в Манявском учебном комплексе учителем христианской этики.
С марта 2010 по 2013 год занимал должность проректора по воспитательной работе Ивано-Франковского богословского института, который был переведён в стены Манявского Кресто-Воздвиженского монастыря.
3 июля 2011 года, ко дню празднования 400-летия Кресто-Воздвиженского Манявского монастыря, архиепископом Ивано-Франковским и Галицким Иоасафам, в соборном храме обители был возведен в достоинство игумена.
3 марта 2013 года, ко дню Святой Пасхи был награждён крестом с украшениями.
27 сентября 2014 года, в день престольного праздника Манявской обители, митрополитом Иоасафом был возведён в достоинство архимандрита.
С марта 2016 года, по собственному желанию, отчислен из числа братии Манявского мужского монастыря и почислен за штат Ивано-Франковской епархии.
В апреле этого же года принят в штат Львовской епархии и зачислен в число братии Свято-Иоанно-Златоустовского мужского монастыря города Львова.
В сентябре 2016 года митрополитом Львовским и Сокальским Димитрием (Рудюком) был назначен преподавателем и помощником инспектора Львовской православной богословской академии.
В 2016 году зачислен в аспирантуру Черновицкого национального университета имени Ю. Федьковича.
20 декабря 2016 года по благословению патриарха Филарета (Денисенко) был принят в штат Киевской епархии и зачислен в число братии Михайловского Златоверхого мужского монастыря.
22 января 2017 года Священным синодом УПЦ КП (Журнал № 2) был избран для рукоположения в сан епископа Житомирского и Овручского.
29 января 2017 года во Владимирском соборе в Киеве состоялась его архиерейская хиротония, которую совершили: предстоятель УПЦ КП Филарет (Дениченко), митрополит Переяслав-Хмельницкий и Белоцерковский Епифаний (Думенко), митрополит Львовский и Сокальский Димитрий (Рудюк), митрополит Белгородский и Обоянский Иоасаф (Шибаев), архиепископ Ровенский и Острожский Иларион (Процик), архиепископ Вышгородский Агапит (Гуменюк), архиепископ Симферопольский и Крымский Климент (Кущ), архиепископ Изяслав (Карга), епископ Владимир-Волынский и Турийский Матфей (Шевчук), епископ Васильковский Лаврентий (Мигович).

## Награды
церковные
- Медаль святых преподобных Иова и Феодосия Манявских (11 февраля 2014 года, «за значительный вклад и плодотворную работу на ниве утверждения морали, рост духовности, сохранение христианских и исторических ценностей, и возрождение Манявский Кресто-Воздвиженского мужского монастыря и связи с 30-летием со дня рождения»)